# Viaducto del Aire
El Viaducto del Aire fue un puente, actualmente desaparecido, sobre el barranco de Cantarranas en la Ciudad Universitaria de Madrid, diseñado para el paso del tranvía, construido por Eduardo Torroja. Actualmente, el complejo del Palacio de la Moncloa ocupa su lugar.

## Historia
En 1932, debido a la construcción de la Ciudad Universitaria, se reforma el trazado del tranvía. La nueva línea es doble en todo su recorrido, curvas con mayor radio, suaves pendientes, y sin pasos a nivel. Arrancaba de la plaza de la Moncloa por el lado izquierdo de la Av. Principal de la Ciudad Universitaria y bordeando el Parque del Oeste, llegaba a los campos de deportes, que contorneaba hasta entrar en la estación cubierta del stadium, que aprovechaba el talud del terreno.
A la salida, la línea se bifurcaba en dos ramas: una hacía el interior de la Ciudad Universitaria, que no llegó a construirse, y la otra por el campo cruzaba el arroyo de Cantarranas por el Viaducto del Aire. Desde el Jardín del Barranco se veían pasar los tranvías por entre las copas de los viejos árboles que crecían en el fondo del barranco; luego cruzaba la Avenida Principal de la Ciudad Universitaria en las proximidades del Estanque y la Fuente de las Damas hasta morir en el Monte del Pardo.
Desde 1967 no circulan tranvías por la Ciudad Universitaria.
En la actualidad el barranco de Cantarranas ha desaparecido al haber sido terraplenado e incorporado al complejo del Palacio de la Moncloa. El tablero del viaducto ha pasado a formar parte del perímetro de seguridad del recinto.

## Descripción
Estaba compuesto por dos arcos gemelos de 36 metros de luz y 18 de altura, muy esbeltos y sobre los que apoya la palizada, también ligera, que sostiene el tablero. Estaba construido todo él de hormigón armado. Los espesores de los arcos era variables, desde 1,5 metros en los arranques a medio metro en la clave.